# برايان ميرفي (ممثل)
برايان ميرفي (بالإنجليزية: Brian Murphy)‏ هو ممثل بريطاني، ولد في 25 سبتمبر 1932 في المملكة المتحدة.

## وصلات خارجية
- برايان ميرفي على موقع IMDb (الإنجليزية)
- برايان ميرفي على موقع روتن توميتوز (الإنجليزية)
- برايان ميرفي على موقع ميوزك برينز (الإنجليزية)
- برايان ميرفي على موقع أول موفي (الإنجليزية)
- برايان ميرفي على موقع قاعدة بيانات برودواي على الإنترنت (الإنجليزية)
- برايان ميرفي على موقع قاعدة بيانات الفيلم (الإنجليزية)
- برايان ميرفي على موقع كينوبويسك (الروسية)